# Dichaetura capricornis
Dichaetura capricornis är en djurart som tillhör fylumet bukhårsdjur, och som först beskrevs av Ilya Ilyich Mechnikov 1865.  Dichaetura capricornis ingår i släktet Dichaetura och familjen Dichaeturidae. Inga underarter finns listade i Catalogue of Life.